# Centro Olímpico de BMX

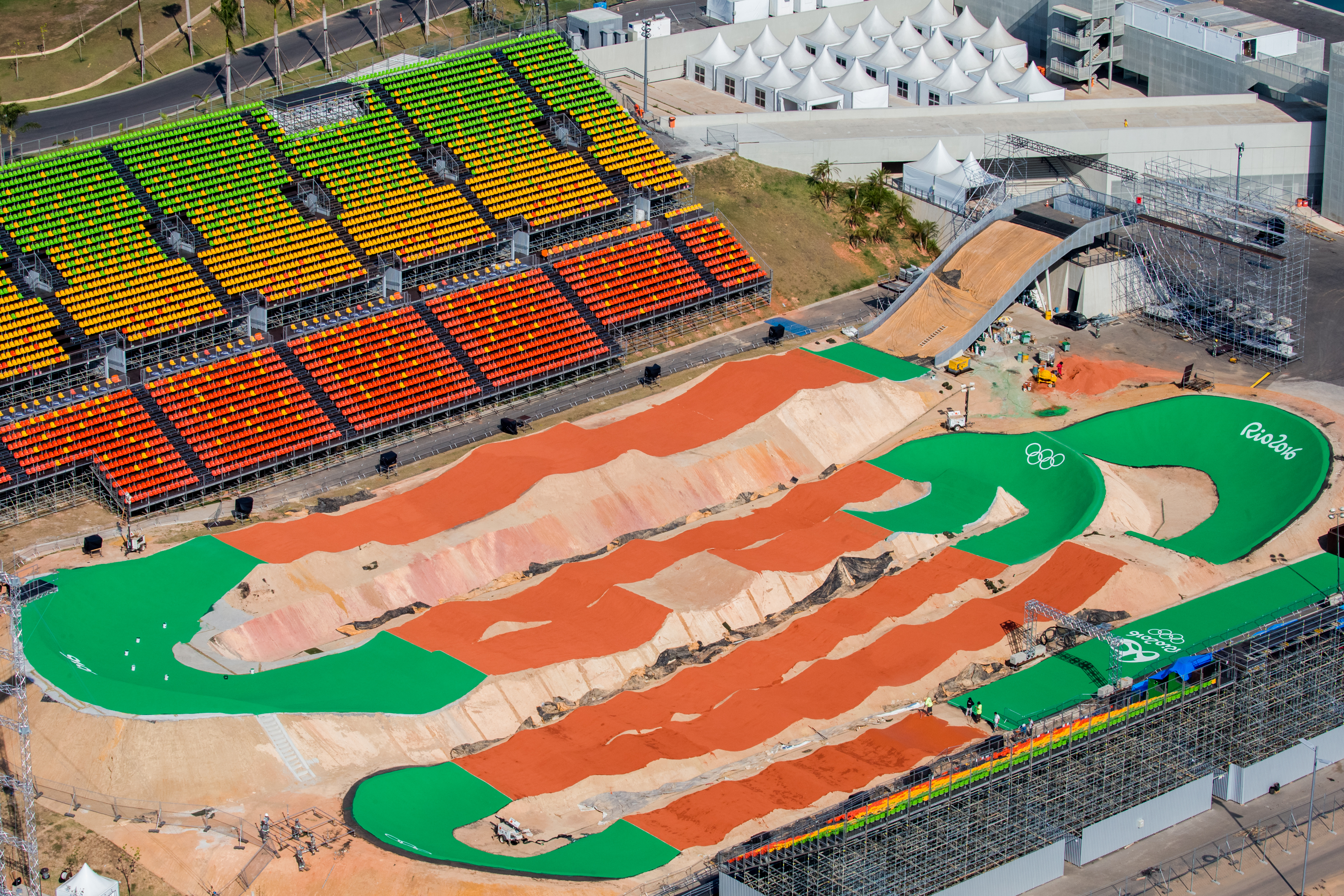
Centro Olímpico de BMX

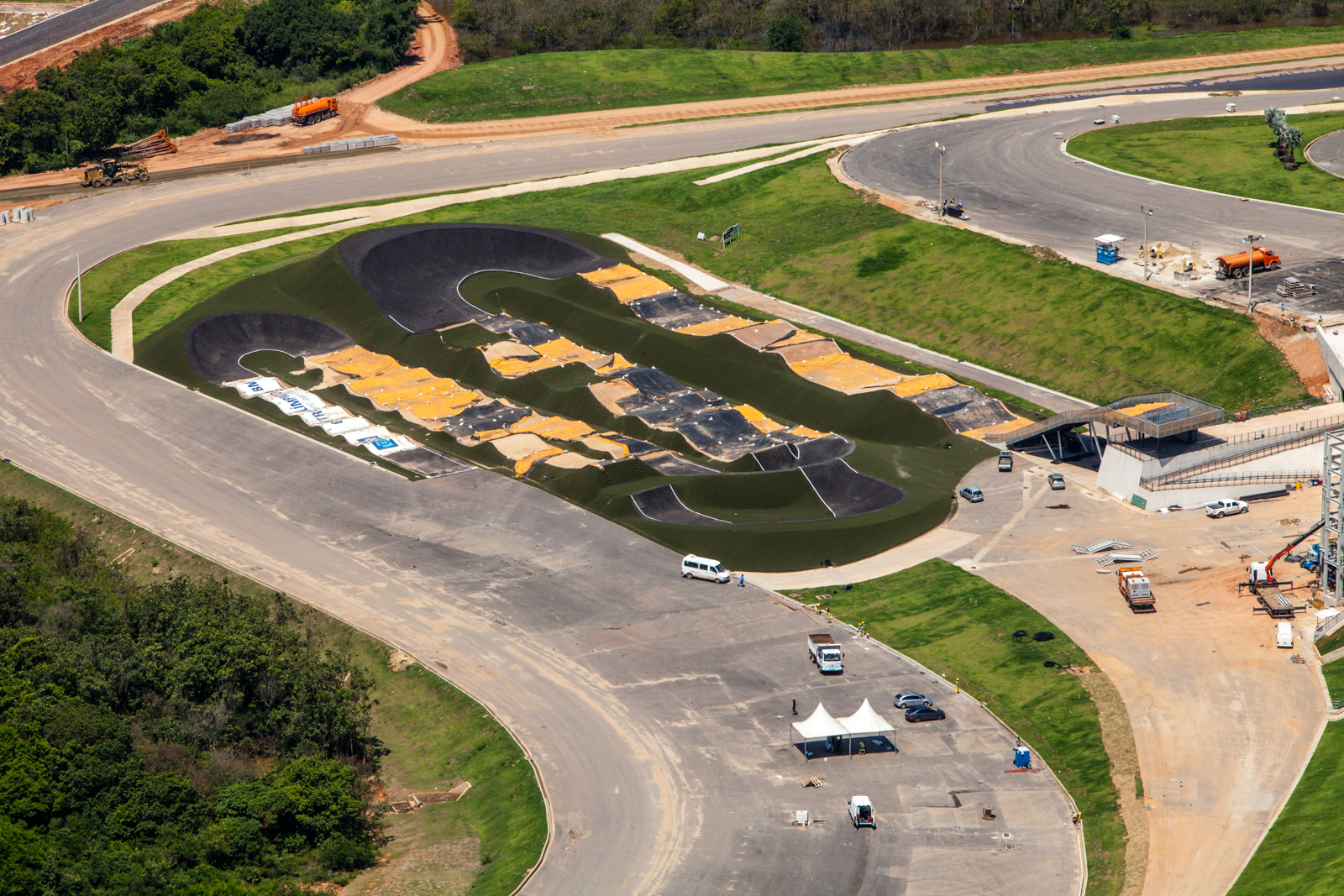
Centro Olímpico de BMX op 15 december 2015

Het Centro Olímpico de BMX is een BMX-parcours dat voor de Olympische Zomerspelen in Rio de Janeiro wordt gebruikt.
Het ligt in het X-parkgedeelte (of Parque Radical) van het Olympische park Deodoro, in het noordwesten van de stad, in de wijk Deodoro. De baan is 350 meter lang voor de vrouwen en 400 meter voor de mannen.